# Gonypetidae

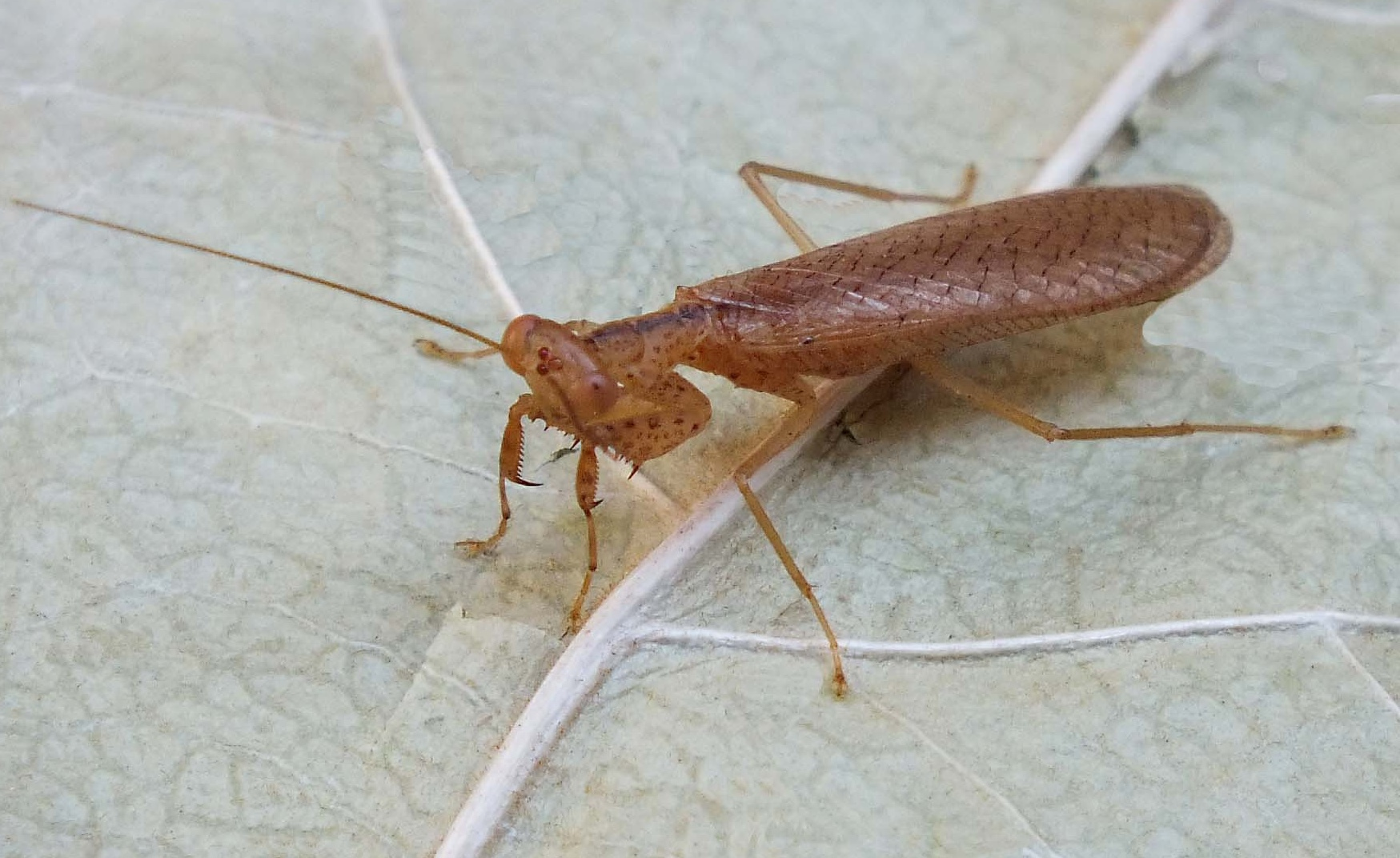
Amantis reticulata, przedstawiciel jedynego rodzaju plemienia Amantini

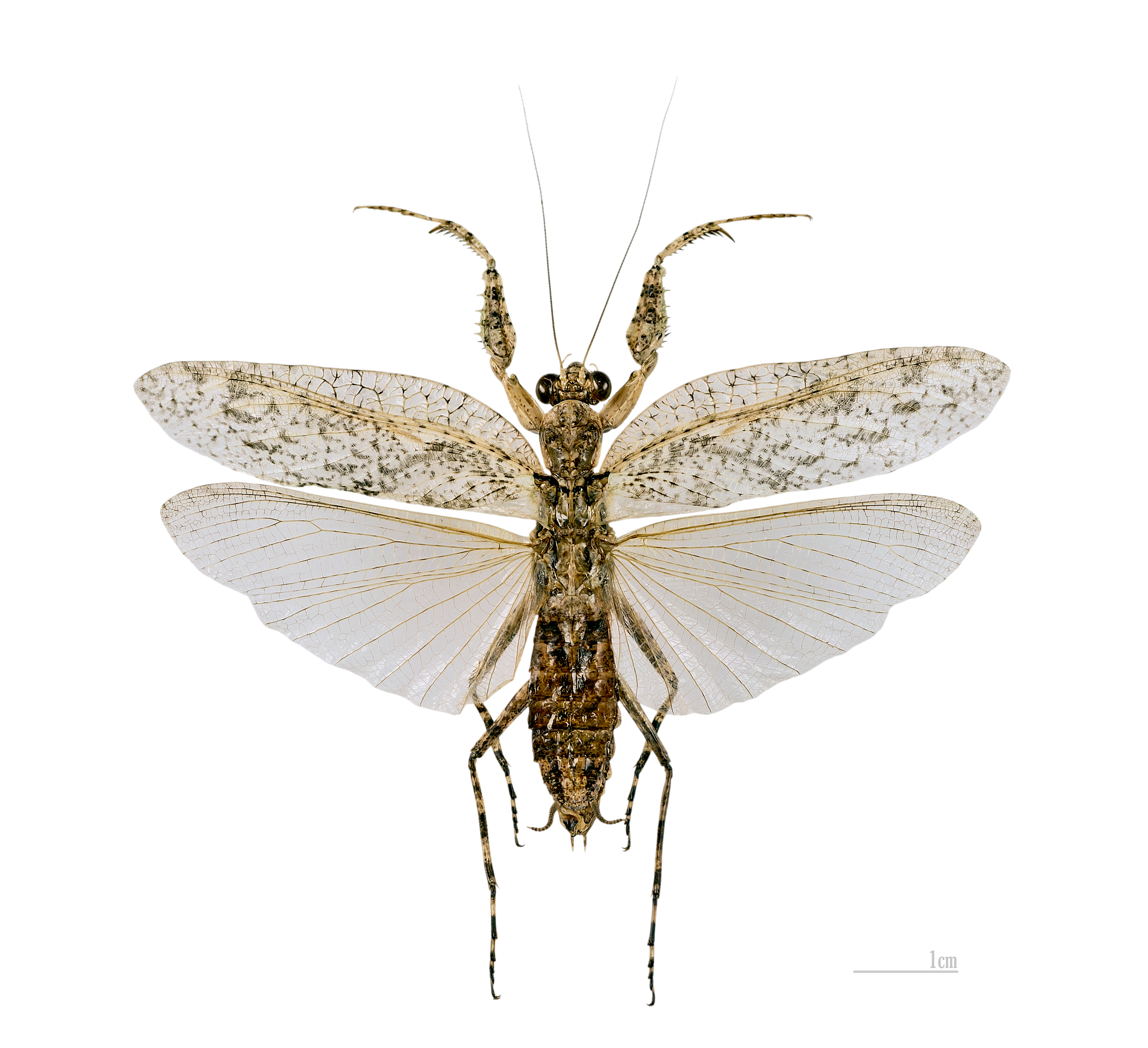
Theopompa servillei z plemienia Gonypetini

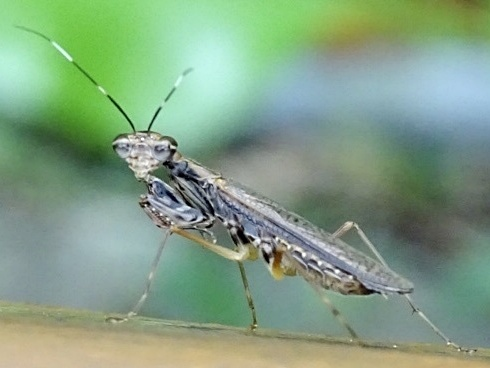
Spilomantis occipitalis z plemienia Iridopterygini

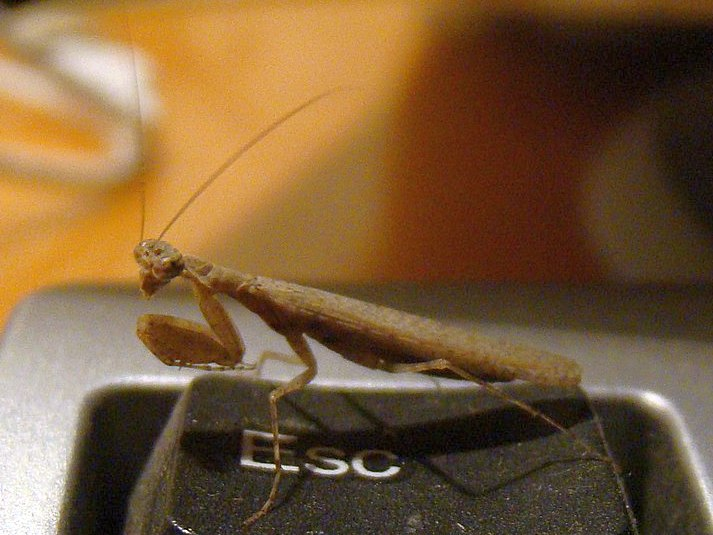
Armene pusilla, przedstawicielka jedynego rodzaju plemienia Armenini

Gonypetidae – rodzina modliszek z podrzędu Eumantodea i infrarzędu Schizomantodea, jedyna z monotypowej nadrodziny Gonypetoidea. Obejmuje 27 rodzajów. Osiągają niewielkie jak na przedstawicieli rzędu rozmiary ciała. Zamieszkują Eurazję i Afrykę.

## Morfologia
Niewielkich rozmiarów modliszki o ubarwieniu zdominowanym przez odcienie zieleni lub brązu. W podrodzinie Iridopteryginae występuje u stadiów larwalnych (nimf) mimikra względem mrówek (myrmekomorfia).
Głowa ma wyraźne i często wystające poza jej obrys nabrzmiałości okołooczne oraz niekiedy guzkowane, ale nigdy nie wyposażone w wyrostek ciemię.
Tułów ma rozszerzenia nadbiodrowe rozwinięte w stopniu umiarkowanym do znacznego, ale czasem przysłonięte smukłymi, liściowatymi rozszerzeniami krawędzi przedplecza. Samo przedplecze ma metazonę około dwukrotnie dłuższą od prozony. Na jego powierzchni często obecne są guzki. Skrzydła bywają od w pełni wykształconych po całkiem zanikłe. Jeśli przednia ich para (tegminy) jest rozwinięta to odznacza się wyraźnym orzęsieniem przedniej krawędzi. Na zapiersiu znajduje się pojedynczy narząd tympanalny (ucho cyklopowe). Chwytne odnóże przedniej pary ma udo z trzema lub czterema kolcami dyskoidalnymi, zaopatrzonymi w po jednym kolcu płatami wierzchołkowymi, czterema kolcami tylno-brzusznymi, wyraźnym powrębianiem położonym środkowo-brzusznie od tych ostatnich kolców. Przypuszczalną synapomorfią przednich ud jest ich dymorfizm płciowy wyrażony przez znacznie ciemniejszą ich barwę u samców niż u samic, jednak cecha ta jest słabiej wyrażona lub zanikła u taksonów ogólnie ciemno ubarwionych lub wykazujących wyspecjalizowane formy kamuflażu. Odnóża par pozostałych są kroczne i pozbawione zarówno kolców, jak i płatów.
Odwłok zaopatrzony jest w krótsze niż połowa jego długości, walcowate przysadki odwłokowe. Samcze genitalia mają dobrze zesklerotyzowane fallomery pigmentowane w stopniu umiarkowanym do silnego. Budowa ich nie jest zbytnio skomplikowana. Wyrostki zespołu lewej strony są pooddzielane. Fallomer brzuszny ma wyrostek dystalny pierwotny przesunięty na lewą stronę, wyrostek dystalny wtórny boczny wykształcony i krótki lub uwsteczniony, a wyrostek dystalny wtórny środkowy najczęściej całkiem zanikły, rzadko obecny w postaci zaokrąglonego płatka u podstawy wyrostka dystalnego wtórnego bocznego. Płat nasadowy po prawej stronie fallomeru brzusznego bywa obecny lub nieobecny. Fallomer lewy ma blaszkę grzbietową pozbawioną zaokrąglonego płata. Typowy dla Cernomantodea podział apofizy falloidalnej na zaokrąglone płaty przedni i tylny pozostaje silnie wyrażony u Armene, natomiast u pozostałych rodzajów wyrażony jest słabo albo apofiza ta jest zupełnie nierozwidlona, pojedyncza.

## Rozprzestrzenienie
Zdecydowana większość przedstawicieli rodziny zamieszkuje krainę orientalną. Trzy rodzaje występują na obszarze krainy palearktycznej, a jeden z nich ponadto w krainie etiopskiej.

## Taksonomia
Takson ten wprowadzony został w 1889 roku przez Johna O. Westwooda pod nazwą Gonypetides. Karl Brunner von Wattenwyl w 1893 roku wyróżniał go pod nazwą Gonypetae. W systemie Ermanna Giglio-Tosa z 1919 roku Gonypetae klasyfikowane były w podrodzinie Amelinae, a Iridopteriges w podrodzinie Iridopteriginae, obie w obrębie modliszkowatych. W systemie Antona Handlirscha z 1930 roku grupy te umieszczone zostały wśród Mantinae. Omawianego taksonu nie wyróżniano w drugiej połowie wieku XX ani na początku wieku XXI. W systemie Christiana J. Schwarza i Rogera Roya z 2019 roku wprowadzony został jako obejmująca także Iridopteryginae rodzina Gonypetidae w monotypowej nadrodzinie Gonypetoidea w nanorzędzie Cernomantodea.
Do rodziny należy 27 rodzajów, sklasyfikowanych w dwóch podrodzinach i czterech plemionach:
- Gonypetinae Westwood, 1889
  - Armenini Schwarz et Roy, 2019
  - Gonypetini Westwood, 1889
- Iridopteryginae Giglio-Tos, 1915
  - Amantini Schwarz et Roy, 2019
  - Iridopterygini Giglio-Tos, 1915